# Shehnai
Shehnai (do persa shah = "rei"; nai = "instrumento de sopro") é um instrumento de sopro originário da Índia, similar ao oboé ocidental. Apresenta um corpo tubular de madeira medindo entre 45 e 60 cm de comprimento, com um bocal metálico na extremidade terminal. Geralmente possui entre seis e nove buracos. Bastante popular no norte indiano, é comumente utilizado em cerimônias de casamentos e procissões.